# Poni Hoax
Poni Hoax est un groupe de rock électronique français formé en 2001.

## Biographie
Formé en 2001 à l'initiative de Laurent Bardainne, saxophoniste, clavieriste et compositeur, le groupe Poni Hoax (connu à ses débuts comme Le crépuscule des Dinosaures) se fait repérer en 2006 avec son premier album. Ce disque est produit par Joakim et publié sur son label Tigersushi. Il inclut notamment, les singles She’s on the Radio et Budapest. Ce dernier sera classé en 2006 dans le « Top 100 » de Pitchfork et leur vaut un succès d'estime.
Nicolas Ker assure le chant, accompagné d'Arnaud Roulin et Laurent Bardainne aux claviers, de Nicolas Villebrun à la guitare et de Vincent Taeger à la batterie et aux percussions.
Revendiquant toujours cet univers hybride entre le rock et la disco, Poni Hoax sort en 2008 un nouvel album, intitulé Images of Sigrid,,. Pour Les Inrockuptibles la musique du groupe sur ce disque est du rock contaminé à l’electro mélangeant disco new-yorkais, la cold-wave des années 1980 avec des évocations des Talking Heads ou de Bowie, le spectre couvert par Images of Sigrid est extrêmement large. Quant à cette Sigrid à laquelle l'album rend hommage, il s’agit d’une jeune femme bien réelle dont la silhouette plane sur les treize titres.
Le single Antibodies, tiré de l’album, devient un tube et fait l’objet d’un clip remarqué, réalisé par Cyrille de Vignemont alias Danakil et primé à de nombreuses reprises,. Le titre est présent dans le troisième volet du jeu Rockband. De 2008 à 2010, le groupe jouera près de 200 concerts dans les festivals et salles de plusieurs grandes villes (New York, Montréal, Londres, Oslo, Moscou), dont un concert à guichet fermé à l’Élysée-Montmartre à Paris et une première partie de Franz Ferdinand à Londres.
En 2013, le groupe publie l'album A State of War chez Pan European Recording,.
Le 4e album du groupe enregistre enregistré entre Le Cap, São Paulo et Bangkok s'intitule Tropical Suite et sort le 3 février 2017 chez Pan European Recording,, (avec la participation de la chanteuse thaïlandaise de Molam Rasmee Wayrana sur deux chansons).
Soutenus par Agnès B., adorés de Vianney et chéris par Étienne Daho, l’intérêt de Poni Hoax n’a cessé de croître auprès d’artistes comme Charlotte Gainsbourg qui s’entoure du batteur Vincent Taeger pour son album Rest ; Camélia Jordana qui fonde Lost, un projet autour de la paix et de la tolérance avec Laurent Bardainne ; Alain Souchon qui collabore avec le claviériste Arnaud Roulin, ou Arielle Dombasle qui voit en Nicolas Ker un musicien dans la « grande lignée des rockeurs ».

## Membres du groupe
- Laurent Bardainne (composition & clavier)
- Nicolas Ker (paroles & chant ; mort le 17 mai 2021)
- Nicolas Villebrun (guitare)
- Arnaud Roulin (clavier)
- Vincent Taeger (batterie)

## Discographie

### Albums
- Poni Hoax (2006, Tigersushi Records)
- Images of Sigrid (2008, Tigersushi Records)
- A State of War (2013, Pan European Recording)
- Tropical Suite (2017, Pan European Recording)

### Singles & 45 Tours
- Budapest EP (2005, Tigersushi)
- Involutive Star EP (2007, Tigersushi)
- Antibodies (2007, Tigersushi)
- Hypercommunication (2008, Tigersushi)
- The Bride Is on Fire (2008, Tigersushi)
- We Are the Bankers (2010, Abracada Records)
- Down on Serpent Street (2012, Pan European Recording)
- All The Girls (2016, Pan European Recording)

### Remixes
| Année | Artiste                | Titre            |
| ----- | ---------------------- | ---------------- |
| 2007  | Jack Arel              | New York Assault |
| 2008  | Principles of Geometry | Prophet          |
| 2010  | Plugs                  | All Them Witches |
| 2010  | Mohini Geisweiller     | Milk Teeth       |